# Asperula stricta
Asperula stricta är en måreväxtart som beskrevs av Pierre Edmond Boissier. Asperula stricta ingår i släktet färgmåror, och familjen måreväxter.

## Underarter
Arten delas in i följande underarter:
- A. s. elmaliensis
- A. s. grandiflora
- A. s. latibracteata
- A. s. monticola
- A. s. stricta